# John Opoku-Agyemang
John Opoku-Agyemang (* 15. August 1957 in Kumawu, Ashanti Region) ist ein ghanaischer römisch-katholischer Geistlicher und Bischof von Konongo-Mampong.

## Leben
John Opoku-Agyemang studierte von 1978 bis 1980 Philosophie am regionalen Priesterseminar St. Peter’s in Cape Coast. Er setzte seine Studien in den Vereinigten Staaten an der University of St. Thomas in Houston fort. 1982 erwarb er einen Abschluss in Klinikseelsorge und 1983 den Master of Divinity. Am 22. Januar 1984 empfing er das Sakrament der Priesterweihe für das Bistum Kumasi.
Nach der Priesterweihe war er ein Jahr Pfarrvikar in Esase Bontefufuo. Von 1985 bis 2009 war er Pfarrer der Rosenkranzpfarrei und Hochschulseelsorger an der Kwame Nkrumah University of Science and Technology in Kumasi. Mit der Errichtung des Bistums Konongo-Mampong wurde er 1995 in dessen Klerus inkardiniert und gehörte seither dem Priesterrat und dem Konsultorenkollegium des neuen Bistums an. 2001 wurde er an der University of St. Thomas in Saint Paul in Pastoraltheologie promoviert. Ab 2009 war er Regens des Provinzialpriesterseminars St. Gregory the Great in Kumasi.
Papst Franziskus ernannte ihn am 21. März 2024 zum Bischof von Konongo-Mampong. Der scheidende Apostolische Nuntius in Ghana, Erzbischof Henryk Mieczysław Jagodziński, spendete ihm am 7. Juni desselben Jahres in der Akenten-Appiah-Menka-Universität von Mampong die Bischofsweihe. Mitkonsekratoren waren der Erzbischof von Kumasi, Gabriel Justice Yaw Anokye, und sein Amtsvorgänger Joseph Osei-Bonsu.